# Georg Joachim Rheticus
Georg Joachim de Porris, também conhecido como Rheticus (16 de fevereiro de 1514 - 4 de dezembro de 1574), foi um matemático, astrônomo, cartógrafo, fabricante de instrumentos de navegação, médico e professor. Ele talvez seja mais conhecido por suas tabelas trigonométricas e como o único aluno de Nicolaus Copérnico. Ele facilitou a publicação do De revolutionibus orbium coelestium de seu mestre (Sobre as Revoluções das Esferas Celestiais).

## Biografia
Rheticus nasceu em Feldkirch, no Arquiducado da Áustria. Seus pais, Georg Iserin e Thomasina de Porris, eram de ascendência italiana e possuíam consideráveis riquezas, sendo seu pai o médico da cidade e também funcionário do governo. Seu pai, acusado de bruxaria e apropriação dos bens de seus clientes, foi executado em 1528 e sua família teve que abandonar o sobrenome. Ele passou a usar o sobrenome de sua mãe.
Graduou-se Magister artium com a idade de 22 anos na Universidade de Wittenberg e no ano seguinte 1536 obteve lá uma cadeira de astronomia e matemática, durante o desencadeamento da Reforma Protestante, graças à contribuição e confiança de Filipe Melâncton. Entre os 22 e os 24 anos viajou pela Europa e conheceu alguns dos cientistas mais importantes da época, como o matemático e astrônomo Johannes Schöner e o astrónomo e astrólogo Johannes Stöffler.
Ele foi para Frombork, no Mar Báltico, em 1539, para encontrar Nicolau Copérnico pessoalmente, e lá permaneceu por dois anos para estudar a teoria heliocêntrica em profundidade. Em seguida, escreveu a obra De libris revolutionum Copernici narratio prima, impressa anonimamente em Danzig em 1540 e reimpressa em Basel no ano seguinte com indicação do autor. Esta obra foi a primeira exposição impressa de idéias copernicanas, das quais, entretanto, uma breve exposição manuscrita do Commentariolus circulou por algumas décadas. Além disso, em 1542, ele editou a primeira publicação de De lateribus et angulis triangulorum ("Nas laterais e nos cantos dos triângulos"); uma obra de Copérnico que no ano seguinte foi incluída em seu De revolutionibus. Em maio, ele também foi a Nuremberg cuidar da impressão da obra de Copérnico, mas depois de alguns meses teve que partir para Leipzig, onde obteve o posto de professor universitário.
O apoio de Rheticus foi provavelmente indispensável para induzir Copérnico a completar e finalmente publicar seus estudos.
Ele permaneceu em Leipzig por cerca de dez anos, cultivando seus próprios estudos sobre os triângulos, que estão na origem da trigonometria. Ele então publicou uma obra que serviria de introdução à publicação de tabelas trigonométricas, mas teve que fugir em 1552 após ser condenado por ter  estuprado um menino. Rheticus foi então considerado culpado em seu julgamento à revelia e, conseqüentemente, exilado de Leipzig por 101 anos, bem como teve seus bens apreendidos. Como resultado, ele perderia o apoio de muitos benfeitores de longa data, incluindo Melâncton.
Nos anos seguintes foi para Vármia, no nordeste da Polônia, para Cracóvia, onde lecionou, e finalmente para Košice, onde morreu. Valentinus Otho nas duas décadas seguintes à morte de Rheticus completou o cálculo das tabelas e as publicou em 1596 com o título de Opus palatinum de triangulis. Havia 1 500 páginas contendo os resultados do cálculo manual de mais de 100 000 funções trigonométricas. Eles permaneceram em uso até o início do século XX.

## Trabalhos

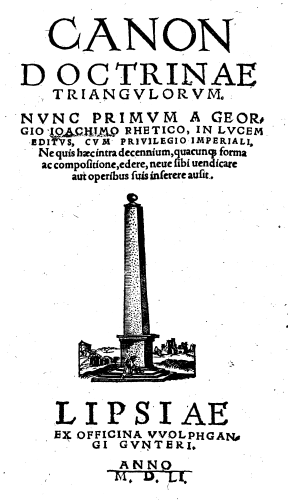
Página inicial de Canon Doctrinae Triangulorum

- Narratio prima de libris revolutionum Copernici (1540)
- Tabula chorographica auff Preussen und etliche umbliegende lender (1541)
- De lateribus et angulis triangulorum (with Copernicus; 1542)
- Ephemerides novae (1550)
- Canon doctrinae triangulorum (1551)
- Epistolae de Terrae Motu (posthumous)